# Synagoga w Koszycach (woj. małopolskie)
Synagoga w Koszycach – synagoga znajdująca się w Koszycach, przy ulicy Wspólnej 13, na tzw. Przedmieściu Koszyckim.

## Historia
Synagoga została zbudowana w 1935 roku. W piwnicach urządzono również mykwę, z której korzystali również katolicy. Podczas II wojny światowej hitlerowcy zdewastowali synagogę, następnie urządzili w niej magazyn, który funkcjonował również wiele lat po wojnie. Następnie budynek opustoszał i popadł w zupełną ruinę. 
W 2004 roku ruiny synagogi zostały zakupione, a następnie wyremontowane przez polonijnego przedsiębiorcę z Chicago, Stanisława Boducha, z przeznaczeniem ich na Muzeum Ziemi Koszyckiej. Otwarcie muzeum nastąpiło 26 maja 2007 roku.

## Architektura
Murowany budynek synagogi wzniesiono na planie prostokąta. Pierwotnie wewnątrz w zachodniej części synagogi znajdował się przedsionek, z którego wchodziło się do obszernej, głównej sali modlitewnej, którą z trzech stron otaczały galerie dla kobiet. Wejście na galerie znajdowało się na bocznych elewacjach, a dla mężczyzn na elewacji głównej.
Do czasu generalnego remontu synagoga pozostawała w fatalnym stanie technicznym i groziła zawaleniem. Na ścianach znajdowały się liczne, wielkie rozsypujące się dziury. Wówczas zachowały się jedynie resztki oryginalnych, półokrągle zakończonych otworów okiennych oraz cztery słupy, pomiędzy którymi znajdowała się dawniej bima. 
Dzięki kapitalnemu remontowi synagoga odzyskała dawny blask. Odtworzono oryginalny wygląd zewnętrzny, zamurowano liczne dziury, wymieniono okna i drzwi oraz pomalowano elewacje na pistacjowy kolor. Z głównej sali modlitewnej usunięto jednak filary bimy oraz zamurowano znajdującą się na ścianie wschodniej wnękę po Aron ha-kodesz. Całość jest przykryta dachem dwuspadowym z dwoma ryzalitami nad wejściami bocznymi.

## Galeria

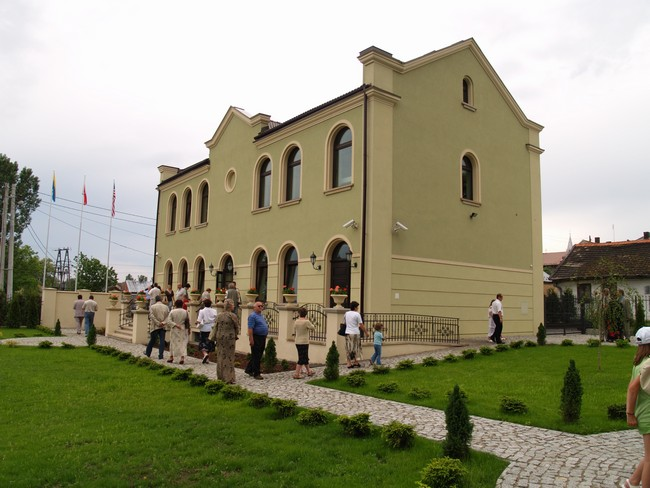
Synagoga, 2007
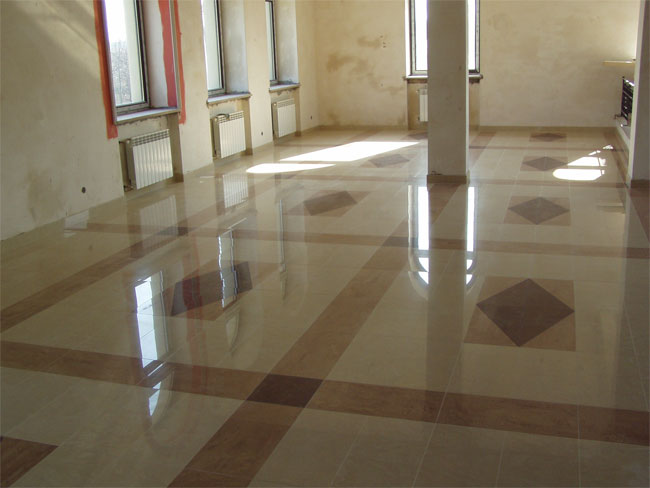
Wnętrze, 2004
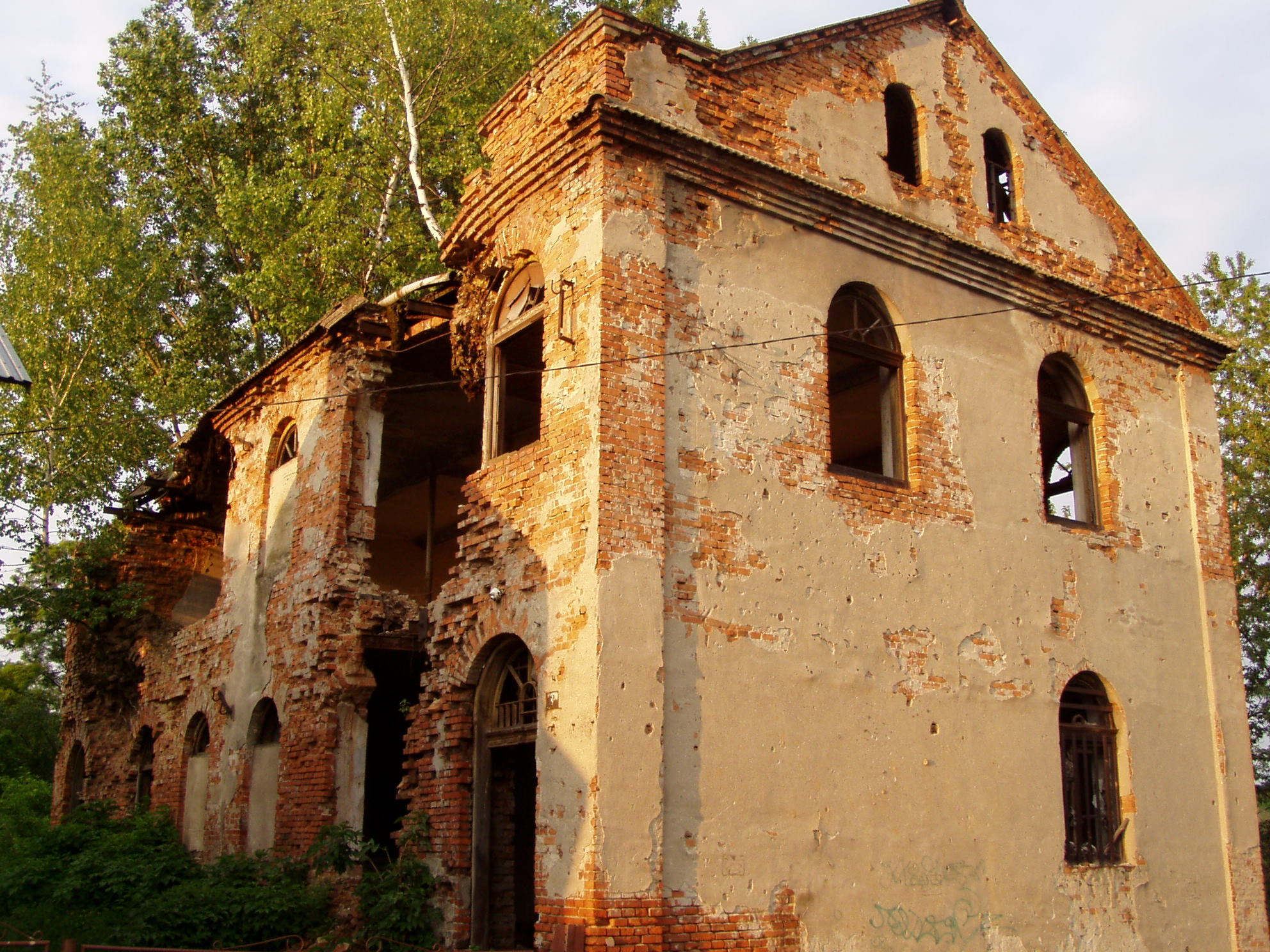
Synagoga, 2004
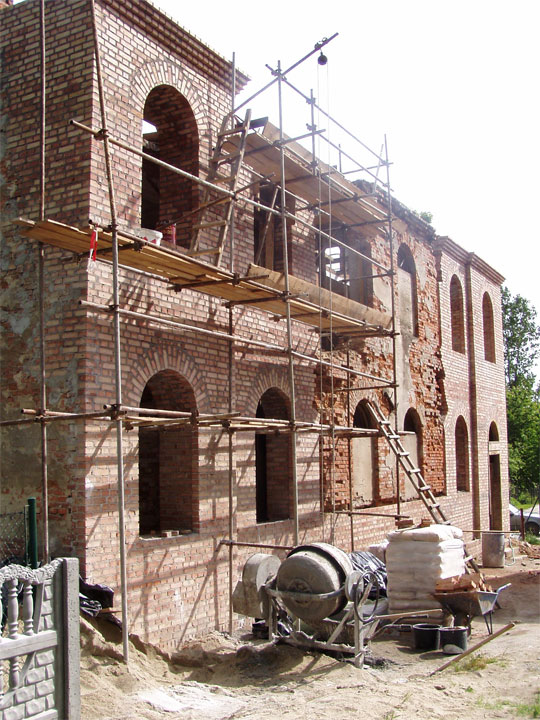
Remont, 2004
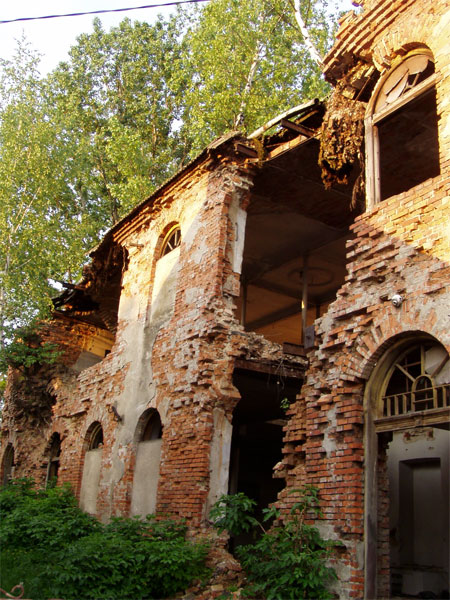
Remont, 2004
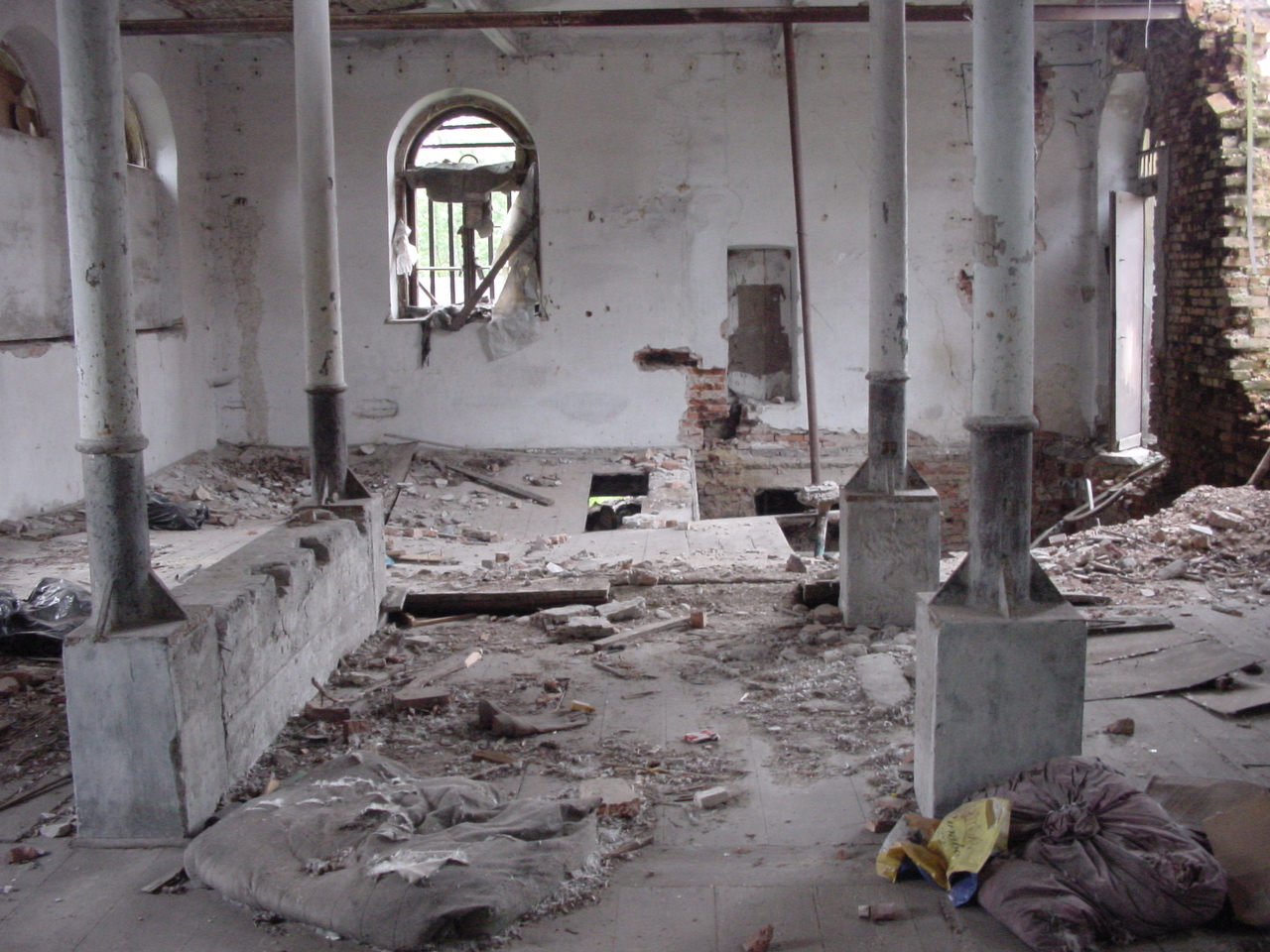
Wnętrze, 2004
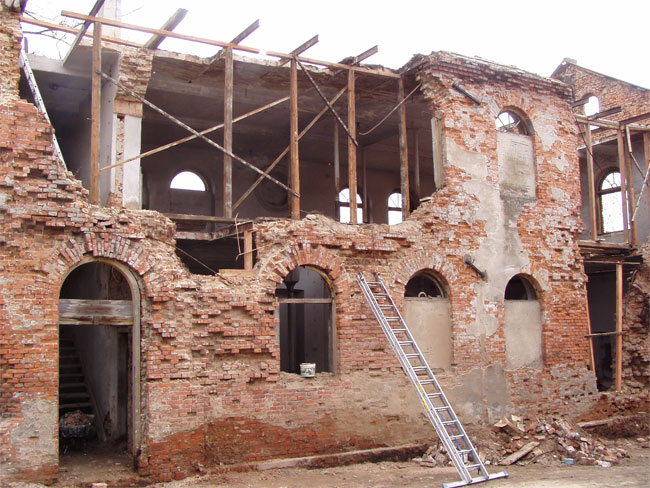
Remont, 2004
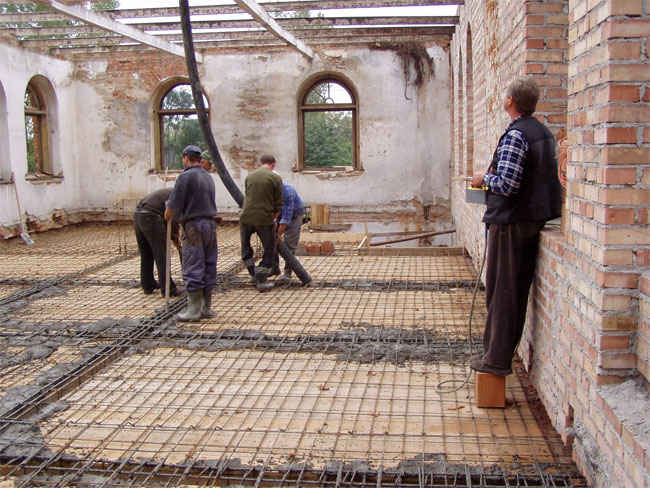
Remont, 2004